# Jaroslav Flegr
Pour les articles homonymes, voir Flegr.
Jaroslav Flegr, né le 12 mars 1958 à Prague, est une parasitologiste tchèque connu pour sa recherche sur la toxoplasmose. Il est une figure très médiatisée en Tchéquie, notamment dû à sa présence sur les réseaux sociaux, et depuis 2020, pour son commentaire sur la pandémie de Covid-19.

## Biographie
De 1977 à 1982, Flegr étudie la biologie à la faculté de sciences de l'université Charles de Prague (en) et reçoit le titre de Doctor rerum naturalium. De 1984 à 1987, il étudie la physiologie dans la même faculté et reçoit le titre de candidat ès sciences. De 1985 à 1988, il étudie à la faculté de mathématiques et de physique (en) et à la faculté de Lettres, pour perfectionner sa connaissance de l'usage des mathématiques en biologie. De 1990 à 1991, il effectue un stage de quinze mois à la faculté de médecine de l'université de Tokyo (en), où il étudie le complexe majeur d'histocompatibilité. 
En 2000, il est nommé professeur associé en parasitologie à l'université Charles, puis devient professeur d'écologie en 2007. En 2020, il acquiert la renommée pour ses prises de position sur la pandémie de Covid-19 à travers son blog. Il a publié un livre résumant ses prises de position 2022 et a été nommé aux prix Magnesia Litera (en) en 2021. Ses prises de position sont critiquées par l'immunologiste Jiří Šinkora, qui considère qu'il n'est pas assez expérimenté dans le sujet pour se prononcer dessus. Il est aussi accusé de causer la peur dans la population en parlant de suites négatives de la pandémie. En 2021, lui et plusieurs autres figures de la pandémie en Tchéquie dont le président de la Chambre médicale de Tchéquie (cs) Milan Kubek (cs) sont victimes de stalking. L'un des stalkers, Patrik Tušl, ayant été condamné plusieurs fois dans le passé pour divers délits, a notamment filmé et publié ses altercations sur le net.
Flegr est marié et père de deux enfants. Il apparaît notamment en 2020 dans la saison 19 des Griffin, série télévisée d'animation très populaire aux États-Unis.

## Recherche
Les recherches de Flegr touchent principalement les domaines de la biologie évolutive, de l'écologie, de la psychologie évolutive, de l'éthologie et de la parasitologie. Il est principalement connu pour ses recherches sur le parasite Toxoplasma gondii et la toxoplasmose qui lui est associée. Il est également l'auteur du concept théorique de l'évolution figée (cs), dans laquelle les traits ayant évolué restent stables et sont irréversibles. Dans le domaine de la physiologie cellulaire, il est l'auteur de l'hypothèse de la focalisation isoélectrique intracellulaire et, dans le domaine de l'immunologie, du concept de coévolution des vocabulaires peptidiques du parasite et de l'hôte ; il a utilisé ce concept en 2022 pour découvrir la spécificité d'hôte originale du virus SARS-CoV-2 et le donneur de son gène de la protéine spike.

## Publications

### Auteur principal
- 1994 – (cs) Evoluční biologie I. : Mechanismy mikroevoluce, Prague, Karolinum Press (en),  (ISBN 80-7066-849-0).
- 1995 – (cs) Evoluční biologie I. : Mechanismy mikroevoluce, édition révisée, Prague, Karolinum Press (en),  (ISBN 80-7184-169-2).
- 2005 – (cs) Evoluční biologie, Prague, Academia,  (ISBN 80-200-1270-2).
- 2006 – (cs) Zamrzlá evoluce, aneb, Je to jinak, pane Darwin, Prague, Academia,  (ISBN 80-200-1453-5)[N 1].
- 2007 – (cs) Úvod do evoluční biologie, Prague, Academia,  (ISBN 978-80-200-1539-6).
- 2008 – (cs) Co-auteur, Základy evoluční biologie pro gymnázia : projekt JPD3 – Přírodovědná gramotnost, Prague, Université Charles de Prague : Faculté de sciences,  (ISBN 978-80-86561-68-4).
- 2008 – (en) Frozen evolution : or, that’s not the way it is, Mr. Darwin : farewell to selfish gene, Prague: Université Charles de Prague : Faculté de sciences,  (ISBN 978-80-86561-73-8).
- 2009 – (cs) Evoluční biologie, édition révisée, Prague, Academia,  (ISBN 978-80-200-1767-3).
- 2011 – (cs) Pozor, Toxo! : tajná učebnice praktické metodologie vědy, Prague, Academia,  (ISBN 978-80-200-2022-2).
- 2015 – (cs) Evoluční tání, aneb, O původu rodů, Prague, Academia,  (ISBN 978-80-200-2481-7).
- 2016 – (cs) Zamrzlá evoluce, aneb, Je to jinak, pane Darwin, volume 4, édition révisée, Prague, Edice Galileo (Academia),  (ISBN 978-80-200-2528-9).
- 2017 – (cs) Milí pokusní králíci, 1re édition, Prague, Academia,  (ISBN 978-80-200-2701-6).
- 2022 – (cs) Milý Micíku, aneb Covid v Kocourkově, 1re édition, Prague, Academia,  (ISBN 978-80-242-7933-6).

### Postface
- (cs) Richard Dawkins, Slepý hodinář : zázrak života očima evoluční biologie, Prague, Nakladatelství Paseka (cs), 2002 (ISBN 80-7185-445-X).
- (cs) Carl Zimmer, Vládce parazit : pohled do světa nejnebezpečnějších tvorů planety, Prague, Paseka, 2005 (ISBN 80-7185-685-1).